# Rhynchospora glaziovii
Rhynchospora glaziovii är en halvgräsart som beskrevs av Johann Otto Boeckeler. Rhynchospora glaziovii ingår i släktet småag, och familjen halvgräs. Inga underarter finns listade i Catalogue of Life.